# 현충로 (서울)
현충로(顯忠路)는 서울특별시 동작구 노량진1동 한강대교 남단사거리에서 동작동 이수교차로를 잇는 왕복 8차선 도로로, 길이는 3.1km이다. 이 도로의 종점인 이수교차로 인근에 국립현충원이 있기 때문에 현충로라는 이름이 유래된 것이다.

## 역사
- 1966년 11월 26일 : ‘제1한강교(영등포구 본동 9)~동작동(영등포구 동작동 202)’ 구간을 동작로(銅雀路)로 지정[1]
- 1972년 11월 26일: 동작동 - 영동지구(경부고속도로) 구간을 연장함.[2]
- 1984년 11월 7일 : 동작로의 종점을 제일생명사거리에서 이수교차로로 단축하고, 단축구간은 사평로로 분리. 도로명을 동작로에서 현충로로 개칭

## 노선
- 한강대교 남단사거리 - 효사정 - 중앙대입구 사거리(흑석역) - 흑석초등학교 - 국립현충원 - 동작지하차도 - 동작역 - 이수교차로

## 연결 도로
이 도로의 시점인 한강대교 남단사거리에서는 노량진로, 관악로, 노들로, 한강대로가 만나며, 종점인 이수교차로에서는 동작대로, 방배로, 사평대로, 신반포로와 연결된다.

## 같이 보기
- 관악로
- 노들로
- 노량진로
- 동작대로
- 방배로
- 사평대로
- 신반포로